# Mind Assault
Mind Assault ist eine südafrikanische Melodic-Death-Metal-Band aus Somerset West, Westkap, die Ende 2004 gegründet wurde.

## Geschichte
Die Band wurde im Oktober 2004 gegründet. Die Gründungsmitglieder waren: Jacques Fourie (Gesang, ex-Deaf Division); Francois Pretorius (E-Gitarre, ex-Deaf Division), Patrick Davidson (E-Gitarre) und Donovan Tose (ex-Fudge). Da der Band der nötige Schlagzeuger fehlte, half ein Freund der Band, Stephan Lenhoff, aus, bis diese Anfang 2007 mit Andries Smit (ex-Decay of Angels) einen passenden Ersatz fand.
Die Band nahm die EP Social Engineering im Jahre 2005 auf und veröffentlichte diese im selben Jahr und spielte auf einigen größeren Konzerten und Festivals.
Anfang 2006 spielte die Band auf den ersten Festivals, auf denen nicht nur Bands ihres Genres vertreten war und beendete ihre erste nationale Tour namens Destructour ‘06, die sie zusammen mit der südafrikanischen Band SacriFist hielten. Dadurch konnte die Band ihre Bekanntheit steigern. Während des Jahres spielte die Band dann weiterhin Konzerte und nahm Material für ihre erste DVD auf.
Im Jahre 2007 wurde dann die DVD, F*k Voort En Suip Baie veröffentlicht, die erste ihrer Art in Südafrika. Sie schlossen das Jahr mit diversen Auftritten auf Festivals ab, wie dem Metal4Africa, Empyrian Fest und dem Whiplash.
Im Februar 2008 veröffentlichten Mind Assault ihr Debütalbum Stigma auf dem Metal4Africa Summerfest. Im selben Jahr waren sie auch als Headliner auf dem Ramfest vertreten, das in ihrer Provinz zu den größten seiner Art zählt. Auch folgte eine Tour außerhalb Südafrikas durch Namibia. Auch spielte die Band im Jahre 2008 zusammen mit Carcass (Großbritannien). Später im Jahr traten sie wieder erneut als Headliner auf dem Metal4Africa und dem Whiplash auf. Auch ging die Band zusammen mit SacriFist auf Tour, die den Namen Destructour ‘08 trug. Sie musste jedoch wegen schlechter finanzieller Verhältnisse abgebrochen werden.
In den Folgejahren arbeitete die Band an neuem Material und spielte weiterhin Konzerte. Die EP Metal Rites wurde 2011 veröffentlicht.

## Stil
Die Musik der Band enthält sowie melodische als auch aggressive Elemente. Es wird gutturaler Gesang verwendet, wobei Englisch mit Afrikaans vermischt wird. Sie ist die erste Band, die diese Sprache permanent im Extreme Metal verwendet.
“This band has a very brutal side that reminds me a bit of old Sepultura crossed with Divine Heresy as well as a speedy technical side that brings Dragonforce to mind”
Übersetzung: „Diese Band hat eine sehr brutale Seite, die mich an eine Mischung aus alten Werken von Sepultura und Divine Heresy erinnert, sowie eine schnelle, technische Seite, die mich an Dragonforce erinnert.“
Die Texte der Band konzentrieren sich auf soziale Missstände und Frustration, aber auch um Leute aus der Metal-Szene, die sich in ein gutes Licht stellen wollen.

## Diskografie

### Alben
- Stigma (2008, Subterania Music)

### EPs
- Social Engineering (2005, Subterania Music)
- Metal Rites (2011, Subterania Music)

### Kompilationen
- Fear the Noise (2006, Witchdoctor Records)
- Innocent Blood (2006, Eigenveröffentlichung)
- Hammer the Masses (2007, Dual Records)

### DVDs
- F*k Voort en Suip Baie (2007, Subterania Music)